# Pontyszerűek
A pontyszerűek (Ostariophysi) a sugarasúszójú halak osztályába tartozó öregrend. Öt rend tartozik ide.

## Rendszerezés
Az alábbi rendek tartoznak ide:
- Gonorynchiformes
- Pontylazacalakúak
- Pontyalakúak
- Harcsaalakúak
- Elektromoskéshal-alakúak

## Pontyalakúak
Alakjukban és életmódjukban változatosak, de van néhány közös tulajdonságuk. Jellegzetességük a Weber-féle szerv, amelyet három páros csont (incus, malleus, stapes) alkot, ezek hanghullámokat továbbítanak az úszóhólyag és a belső fül között. Hasúszóik a has közepén vannak. A mellúszóban és a farokalatti úszóban általában 1, a hátúszóban 1-2 csontos úszósugár lehet. Szájuk fogatlan, garatcsonti fogaik lehetnek. Számos fajukra jellemző a teleszkópszerűen előrenyújtható, „kiölthető” száj, amely a táplálékfelvételben fontos.
A pontyalakúak a halak egyik legnagyobb fajszámú rendje, főleg édesvíziek. Ausztrálián, Madagaszkáron és az amerikai trópusokon kívül általánosan elterjedtek.

## Harcsaalakúak
Ősi halcsoport, ezért a sarkvidékek kivételével az egész Földön elterjedt.
Méretük rendkívül változatos az akváriumi díszhalaktól a 100 kg-nál is nehezebb európai avagy lesőharcsáig (Silurus glanis).
Testük pikkelyezetlen: vagy csak durva, nyálkás bőr fedi, vagy a fentebb különféle kinövések: pajzsok, tövisek, tüskék stb. vannak rajta. A néhány fajon látható csontlemezek az ősibb formákra emlékeztetnek. Ugyancsak ősi vonások a bőrfogak és szemük szerkezetének némely sajátosságai (Urania).
A pontyalkatúakkal ellentétben nincs kiölthető szájuk: állkapcsuk csökevényes, gyakran fogatlan. Külsejükön elsősorban a száj körüli tapogató bajuszszálak feltűnők: ezek a fontos érzékszervek a táplálék felkutatását segítik a sötétben.
A legtöbb fajnak a faroknyelén zsírúszója van; a hát- és mellúszókon az első sugár gyakran igen erős.
A két részes úszóhólyagot a füllabirintussal összekötő Weber-féle szerv (Weber-készülék) kialakításában az ötödik csigolya is részt vesz. Bélrendszerük képes arra, hogy oxigént vegyen fel a lenyelt levegőből.
Porcos halakra emlékeztet, hogy Lorenzini-ampulláik (speciális nyomás- és hőérző szerveik) vannak.
Egyes fajok tüskéje mérgezett — e mérgek között van halálos erejű is.
Nagyon specializálódott halak; többségük édesvízi. Többségük trópusi, illetve szubtrópusi (Urania). A szélsőséges specializálódás példáiként egyes fajok képesek a szárazföldön mozogni, mások hallható hangokat bocsátanak ki, megint mások elektromos áramot fejlesztenek, és azzal ölni is képesek.
Egyesek kifejezetten ragadozók, mások a talajban rejtőző kisebb víziállatokat és azok lárváit eszik, ismét mások szerves hulladékokkal vagy növényekkel is táplálkoznak. Többségük rejtőzködő, gyakran éjszakai életet él. Kedvelik az üregeket, rejtekhelyeket. Gyakran a vízben levő szilárd tárgyakra támaszkodnak; erre a szokásukra az akvárium berendezésekor figyelni kell.
Gyakoriak a csoportosan élő fajok, amelyek egyedei élvezik egymás társaságát, de (ritkábban) területvédők is előfordulnak.
Szaporodásuk változatos: egyes fajok ikrát raknak, mások habfészket készítenek stb.
A kisebb termetűek közül több akváriumi díszhal. Különösen látványosak a hátonúszó fajok.
A nagyobbak közül több — Magyarországon főleg az európai harcsa (Silurus glanis) — kedvelt eleség.